# ADO.NET
ADO.NET (ActiveX Data Objects) è il primo modello di accesso relazionale ai dati per le applicazioni basate su Microsoft .NET. Può essere usato per accedere alle fonti di dati per le quali esiste uno specifico .NET Provider, o attraverso un .NET Bridge Provider, per il quale c'è uno specifico OLE DB Provider, ODBC Driver, o JDBC Driver. ADO.NET è a volte considerato un'evoluzione della tecnologia ADO, ma è importante notare che i cambiamenti maggiori sono evidenti con la versione due.
ADO.NET, al contrario del suo predecessore, non supporta i cursori lato server, mentre si concentra principalmente sui recordset disconnessi (i DataSet).